# 西澳洋流

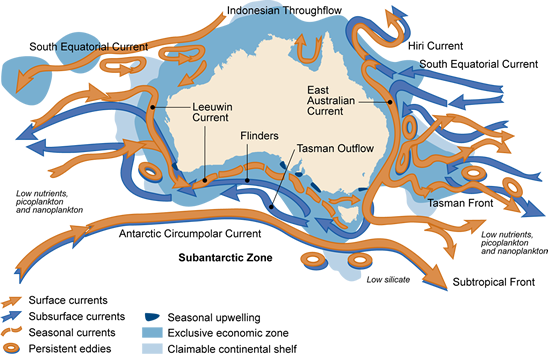
環繞澳洲大陸的洋流。西澳洋流與利文洋流位置重疊，但程反方向流動。

西澳洋流（英語：或Western Australian Current），是位於南冰洋及南印度洋表面的寒流，具季節性，於冬季較弱，夏季較強，而且受當地風勢影響。

## 位置范围
西澳寒流位于澳大利亚西岸，南印度洋东岸。

## 成因
因为南半球西风漂流遇澳大利亚大陆阻挡而较高纬洋面升高，同时印度洋的南赤道暖流抽走海水导致较低纬海区洋面降低，从而导致洋流从较高纬流至较低纬形成寒流，是一种补偿流。
同时受离岸的信风作用，表层海水被带走，深层较冷的海水涌升，亦是垂直方向的补偿流、寒流。